# مورکایا (یوسف‌علی)
مورکایا (به ترکی استانبولی: Morkaya) یک منطقهٔ مسکونی در ترکیه است که در یوسف‌علی واقع شده‌است. مورکایا ۴۳۸ نفر جمعیت دارد.